# Dione (alga)
Dione es un género monotípico de la familia Bangiaceae, de acuerdo con el sistema de clasificación Hwan Su Yoon et al. (2006). Son algas rojas multicelulares. Su única especie es Dione arcuata W.A. Nelson, 2005.